# Gaussian
GAUSSIAN es un software comercial de uso en química teórica, lanzado inicialmente en 1970 por  John Pople y su grupo de investigación en la Universidad Carnegie-Mellon como Gaussian 70. Se ha actualizado continuamente desde entonces.
El programa resuelve la ecuación de Schrödinger molecular basándose en la teoría de orbitales moleculares (TOM), en el cual a partir de unos parámetros iniciales, como el tipo de método ab initio (Hartree-Fock, Möller-Plesset, etc.), Teoría del funcional de la densidad (DFT) o semiempírico, (AM1, PM3, CNDO...), funciones base (STO-3G, 6-31G, 6-311+G*...), coordenadas iniciales de la molécula, bien en coordenadas cartesianas (indicando la posición x, y, z de los átomos de la molécula) o en internas (matriz-z) (distancias, ángulos y diedros), y la carga y multiplicidad, calcula la función de onda molecular y a partir de ahí se obtienen una serie de propiedades atómicas y moleculares (energía de la molécula, optimización de las coordenadas, densidad electrónica, momentos dipolares, cuadrupolares, etc) muy útiles para trabajos posteriores.